# Solon (Ohio)
Solon es una ciudad ubicada en el condado de Cuyahoga en el estado estadounidense de Ohio. En el Censo de 2010 tenía una población de 23348 habitantes y una densidad poblacional de 439,94 personas por km².

## Geografía
Solon se encuentra ubicada en las coordenadas 41°23′10″N 81°26′27″O / 41.38611, -81.44083. Según la Oficina del Censo de los Estados Unidos, Solon tiene una superficie total de 53.07 km², de la cual 52.73 km² corresponden a tierra firme y (0.63%) 0.34 km² es agua.

## Demografía
Según el censo de 2010, había 23348 personas residiendo en Solon. La densidad de población era de 439,94 hab./km². De los 23348 habitantes, Solon estaba compuesto por el 77.54% blancos, el 10.6% eran afroamericanos, el 0.06% eran amerindios, el 10.04% eran asiáticos, el 0.01% eran isleños del Pacífico, el 0.39% eran de otras razas y el 1.36% pertenecían a dos o más razas. Del total de la población el 1.53% eran hispanos o latinos de cualquier raza.